# 川端千枝
川端 千枝（かわばた ちえ、1887年（明治20年）8月9日 - 1933年（昭和8年）7月4日）は、大正・昭和期の歌人。

## 経歴

### 生い立ち
1887年(明治20年)に神戸市で生まれた。神戸市の親和女学校卒業。その年、淡路島の川畑隆平と結婚。
結婚3年目を迎えた頃、ひとり娘の母となり、加寿と名付ける。しかし、加寿が3歳になったばかりの1909年(明治42年）、夫と死別する。

### 歌人としての活動
1913年(大正2年)亡夫の友人前田夕暮に入門する。同年、『日光』同人に。廃刊後、1929年(昭和4年)『香蘭』同人。その後、杉浦翠子と脱退。
1932年(昭和7年)に代表作として『白い扇』を刊行、1934年(昭和9年)に『川端千枝全歌集』を出版する。自然主義的な歌風に出発し、抒情の豊かな歌風を貫いたとされる。

### 晩年、死など
肺結核を発症し、5月頃に回復の兆しがみえるも夏に入る前に、症状が悪化し始める。1933年7月4日午前11時に死去。46歳で死没。

## 代表作
- 『白い扇』泰文館　(1932年）
- 『川端千枝全歌集』立命館出版部（1934年)